# Xã Mohican, Quận Ashland, Ohio
Xã Mohican (tiếng Anh: Mohican Township) là một xã thuộc quận Ashland, tiểu bang Ohio, Hoa Kỳ. Năm 2010, dân số của xã này là 2.033 người.